# Chimeneas
Chimeneas là một đô thị trong tỉnh Granada, Tây Ban Nha. Theo điều tra dân số 2005 (INE), đô thị này có dân số là 1485 người.
37°08′B 3°49′T / 37,133°B 3,817°T